# Bersummen
Bersummen är en sjö i Västerviks kommun i Småland och ingår i Storån-Botorpsströmmens kustområde. Sjön har en area på 0,204 kvadratkilometer och ligger 33,3 meter över havet. Sjön avvattnas av vattendraget Dynestadsån.

## Delavrinningsområde
Bersummen ingår i det delavrinningsområde (642247-153601) som SMHI kallar för Mynnar i havet. Medelhöjden är 60 meter över havet och ytan är 47,76 kvadratkilometer. Det finns inga avrinningsområden uppströms utan avrinningsområdet är högsta punkten. Avrinningsområdets utflöde Dynestadsån mynnar i havet. Avrinningsområdet består mestadels av skog (65 procent) och jordbruk (20 procent). Avrinningsområdet har 1,79 kvadratkilometer vattenytor vilket ger det en sjöprocent på 3,7 procent.